# Юрий Галансков
Юрий Тимофеевич Галансков (на руски: Ю́рий Тимофе́евич Галанско́в) е руски поет, историк, правозащитник и дисидент. За политическата си дейност, като основаването и редактирането на самиздатския алманах „Феникс“, той е държан в затвори, лагери и психиатрични болници за принудително лечение. Умира в трудов лагер.

## Биография
Роден е на 19 юни 1939 г. в Москва в работническо семейство. От ранна възраст сам изкарва прехраната си; работи като електротехник в театър. Следва в Историческия факултет на Московския университет, но е изключен заради независимост на съжденията. Работи в Литературния музей и учи във вечерното отделение на Историко-архивния институт.

### Ранни публикации
Юрий Галансков започва дисидентската си дейност през 1959 г. като участник в поетичните четения на площад „Маяковски“. Там за пръв път прозвучава неговата поема „Човешки манифест“. След като през 1960 г. Александър Гинзбург е арестуван за издаването на самиздатската антологията „Синтаксис“, Юрий Галансков става основна фигура в дисидентското издателство в Съветския съюз.
През 1961 г. участва в създаването на поетичния сборник „Феникс“ (самиздатски, един от първите). Първата публикация на Галансков в този сборник съдържа директна критика към съветското правителство, отчасти под формата на поезия. „Феникс“ публикува произведения на Борис Пастернак, Наталия Горбаневска, Иван Харабаров, самия Галансков и други.
Като наказание за публикуването на „Феникс“ съветските власти осъждат Галансков и го затварят за няколко месеца в психиатрична болница. След освобождаването си той завързва приятелство с Александър Гинзбург и заедно двамата се уговарят да публикуват своите творби на Запад.

### Процесът Синявски-Даниел
През годините на ръководството на Никита Хрушчов в Кремъл се натрупва раздразнение от трудността да се потиска литературното движение самиздат. През 1965 г. съветските власти арестуват Юлий Даниел и Андрей Синявски, двама изтъкнати писатели на самиздат. Процесът срещу тях по обвинение в антисъветска дейност се превръща в медиен спектакъл, като „Правда“ публикува остри критики срещу подсъдимите. Процесът обаче не обезсърчава нелегалното литературно движение. Вместо това провокира т.нар. Митинг на гласността (5 декември 1965 г. на Пушкинския площад в Москва) – първата от много дълго време политическа демонстрация, която се провежда в Съветския съюз, а Галансков помага за организирането ѝ. За участието си е арестуван за кратко. Той и Александър Гинзбург съставят и подробни бележки от процеса и публикуват своите наблюдения в доклад от четиристотин страници, известен като „Бялата книга“. Това произведение се разпространява широко сред писателите дисиденти и в крайна сметка е изнесено контрабандно на Запад.

### Последна работа
Малко след издаването на „Бялата книга“ Галансков пуска второто издание на „Феникс“, озаглавено „Феникс 66“, в сътрудничество с Александър Гинзбург. В този брой са представени статии, открити писма и стихове. Като цяло се смята за още по-дързък от първия брой. През януари 1967 г. КГБ арестува Галансков и още четирима души.

### Процесът над четиримата
На процес през 1968 г., станал известен като „Процесът на четиримата“, Съветският съюз повдига обвинение срещу Юрий Галансков за издаването на „Феникс“. Прокурорите също така обвиняват Александър Гинзбург за сътрудничество с Галансков за Бялата книга, Александър Доброволски, че е допринесъл за списанието, и Вера Лашкова, че е съдействала за печатането на ръкописа. Галансков е осъден на седем години в трудов лагер в Мордовия, а Гинзбург получава пет години. Доброволски е осъден на две години, а Лашкова на една година.

### Лишаване от свобода и смърт
Осъден на 7 години в трудов лагер, Галансков е изпратен в лагер 17 (Озерлаг) до с. Озерное в Република Мордовия. По време на годините си в затвора Галансков защитава правата на затворниците. В сътрудничество с Гинзбург той пише писмо, в което описва лошите условия и жестоката охрана на трудовия лагер. Писмото е изнесено контрабандно от Русия и публикувано на Запад.
Според разказите, достигнали по това време на Запад, Галансков, страдащ от кървящи язви, не е имал право да получи медицинска помощ и е бил хранен със солена риба и черен хляб. Умира след операция от перфорирана язва, извършена от друг затворник – лекар, но без квалификация по хирургия. След операцията администрацията на лагера отказва да го изпрати в болница или да позволи на квалифицирани лекари да го посетят. Преди смъртта си Галансков успява да изпрати писмо до дома, в което пише: „Правят всичко, за да ускорят смъртта ми“.
Умира на 4 ноември 1972 г. в лагерната болница. Погребан е в лагера. През 1991 г. е препогребан на Котляковското гробище в Москва.